# 東光電気
東光電気株式会社（とうこうでんき）は、かつて存在した東京電力系の電気機器メーカーである。
2012年10月に高岳製作所と共同持株会社「東光高岳ホールディングス」を設立した後、2014年4月に高岳製作所と共に東光高岳HD（現・東光高岳）に吸収合併され、解散した。

## 事業内容
開閉器、変成器、監視制御機器、エネルギーマネジメントシステム、電力量計器などの製造販売並びに 計器失効替工事、設備工事などの請負及び施工、さらに不動産の賃貸等の事業活動を展開していた。

## 沿革
出典：
- 1928年（昭和3年）9月 - 東京電灯株式会社（現在の東京電力の前身）の自家用電球製造工場が独立し、資本金200万円で東電電球株式会社を設立。「トウランプ」の商標により電球の製造を開始。
- 1929年（昭和4年）1月 - 東京電灯の自家用修理工場が独立し、資本金50万円で芝浦電気工業株式会社を設立。変圧器、電動機の製造修理を開始。
- 1932年（昭和7年）4月 - 東京電灯の電気器具部門が独立し、資本金50万円で東電電気商品株式会社を設立。電気器具販売と電気工事を営む。
- 1937年（昭和12年）1月 - 研摩布紙の製造を開始。
- 1938年（昭和13年）6月 - 東電電球、芝浦電気工業及び東電電気商品の三社が合併し、新社名を東電電球株式会社とする。
- 1939年（昭和14年）4月 - 商号を東光電気株式会社と変更。
- 1948年（昭和23年）4月 - 蛍光ランプの製造を開始。
- 1949年（昭和24年）5月 - 東京証券取引所へ上場。
- 1952年（昭和27年）3月 - 芝浦紙器株式会社（現・東光器材。連結子会社）を設立。
- 1953年（昭和28年）
  - 4月 - 当社製品の販売会社であった東西電球株式会社を吸収合併。
  - 9月 - 電力量計修理事業の株式会社協同電機製作所および株式会社王子電機工業所の事業を承継。
- 1958年（昭和33年）3月 - 電力量計失効替工事の請負開始。
- 1960年（昭和35年）5月 - 油入開閉器の製造を開始。
- 1962年（昭和37年）10月 - 機器製造部門を埼玉に新設。
- 1965年（昭和40年）4月 - システム機器の製造を開始。
- 1969年（昭和44年）12月 - 6kVモールド形計器用変圧変流器の製造を開始。
- 1970年（昭和45年）4月 - 研摩材製造部門を埼玉に移設。
- 1971年（昭和46年）5月 - 高圧気中開閉器の製造を開始。
- 1976年（昭和51年）9月 - 電力盤並びに計測機器の製造を開始。
- 1980年（昭和55年）
  - 3月 - 有限会社鈴木組運輸（のちに株式会社化し、東光物流株式会社に商号変更）を買収。
  - 5月 - 東光計器工事株式会社を設立。
- 1981年（昭和56年）3月 - 給電盤の製造を開始。
- 1984年（昭和59年）
  - 9月 - 計器修理部門を埼玉に移設。
  - 12月 - 電機製造部門を埼玉に移設。
- 1987年（昭和62年）3月 - 研摩布紙の製造を中止。
- 1988年（昭和63年）3月 - 蛍光ランプの製造を中止。
- 1990年（平成2年）3月 - 技術センターを建設。
- 1993年（平成5年）7月 - 新塗装工場の建設および柱上変圧器修理設備の導入。
- 1998年（平成10年）3月 - 機械加工工場を建設。
- 2004年（平成16年）
  - 7月 - 東光物流および東光計器工事の二社が合併、新社名を東光工運株式会社（現・連結子会社）とする。
  - 12月 - 東京都品川区に賃貸オフィスビル（オーバルコート大崎マークイースト）を建設。
- 2005年（平成17年）8月 - 中華人民共和国江蘇省蘇州市に蘇州東光優技電気有限公司（連結子会社）を設立。
- 2008年（平成20年）2月 - 東京都港区に賃貸ビルを建設。
- 2009年（平成21年）12月 - 東光東芝メーターシステムズ株式会社（連結子会社）を設立し、東芝の電力・ガス・水道向け等の計器事業を承継。
- 2012年（平成24年）10月1日 - 高岳製作所との間で、共同株式移転より両社の完全親会社となる株式会社東光高岳ホールディングスを設立。
- 2014年（平成26年）4月1日 - 高岳製作所とともに東光高岳HDに吸収合併され、解散。